# Согдиондон
Согдиондо́н — упразднённый рабочий посёлок в Мамско-Чуйском районе Иркутской области. Образовывал Согдиондонское городское поселение. Упразднён в марте 2019 г.

## География
Находится на правом берегу реки Согдиондон (правый приток Большой Чуи), в 125 км к юго-западу от рабочего посёлка Мама на автодороге 25Н-328 Мама —Горно-Чуйский.

## История
Основан в 1929 году. Основное занятие населения — добыча и переработка слюды.
Статус посёлка городского типа с 1976 года.
Поэт Иван Молчанов-Сибирский свой сборник стихов «Покорённый Согдиондон» посвятил истории героического освоения слюдоносного края в эпоху индустриализации.
В тайге глухой голец Согдиондон

Вонзился в небо голою вершиной.

Его изрезали со всех сторон

Глубокие и резкие морщины.

Он сед, он стар, давным-давно оглох,

Крутые скулы топором не бриты,

Как борода, косматый белый мох

И склоны пихтою обвиты.

Он сед. Он стар. Он одинок.

Стоит, согнув крутую спину.

К нему не отыскать дорог

К нему не отыскать тропинок.

В связи с неперспективностью жизни в отдаленных поселках Мамско-Чуйского района в 2015 году в Иркутской области были приняты законы, предусматривающие переселение жителей посёлков Горно-Чуйский и Согдиондон (ранее были переселены жители пос. Слюдянка). В 2015 году началось переселение посёлка Горно-Чуйский, в 2016 году — посёлка Согдиондон.

## Население
| 1979 | 1989  | 2002 | 2009 | 2010 | 2011 | 2012 |
| ---- | ----- | ---- | ---- | ---- | ---- | ---- |
| 2409 | ↘2097 | ↘581 | ↘424 | ↘275 | ↘262 | ↘236 |
| 2013 | 2014  | 2015 | 2016 | 2017 |      |      |
| ↘206 | ↘203  | ↘202 | ↘200 | ↘19  |      |      |

Малочисленные народы Севера
В 1993 году посёлок был включён в Перечень районов проживания малочисленных народов Севера